# Schwarzburgska hederskorset
Schwarzburgska hederskorset var en utmärkelse i fyra klasser, instiftad den 20 maj 1853 för Schwarzburg-Rudolstadt. Genom konvention av 28 maj och 9 juni 1857 förändrades utmärkelsen till ett gemensamt hederskors för de bägge furstendömena Schwarzburg-Rudolstadt och Schwarzburg-Sondershausen.